# Тихоненко, Марк Валерьевич
Марк Валерьевич Тихоненко (род. 13 марта 1998, Москва, Россия) — российский профессиональный баскетболист, играющий на позиции тяжёлого форварда.

## Карьера
Тихоненко начал заниматься баскетболом в СШОР №49 «Тринта», первый тренер — Игорь Николаевич Галаев.
В сезоне 2014/2015 Тихоненко выступал за юниорскую команду «Уникахи», а уже через год пошёл на повышение, и провёл сезон в старшей команде.
В 2016 году Тихоненко отправился в США, где в рамках подготовки к поступлению в колледж отучился 1 год в спортивной академии «Mt. Zion Prep».
В 2017 году Тихоненко поступил в Университет Северного Техаса на специальность «Туризм и гостиничное дело» и следующие 2 сезона выступал за команду университета. В 2018 году Марк помог своей команде завоевать чемпионский титул турнира College Basketball Invitational.
В 2019 году перед началом третьего курса Тихоненко перевёлся в Государственный университет Сэма Хьюстона, а завершил учёбу и получил степень бакалавра в 2021 году уже будучи студентом и игроком Университета Теннесси в Чаттануге.
Вернувшись из США, перед началом сезона 2021/2022 Тихоненко подписал контракт с «Астаной». В составе команды Марк стал чемпионом Казахстана. В 17 матчах Единой лиги ВТБ набирал в среднем 7,8 очка и 3,2 подбора.
В июле 2022 года Тихоненко перешёл в МБА. В августе 2022 года получил серьезную травму спины, но в январе 2023 года уже вернулся в строй. Свой пока лучший матч в профессиональном баскетболе провел 17 января 2023 года против питерского «Зенита» (76:75 ОТ), набрав 12 очков, а также добавив к ним 5 подборов и 3 результативные передачи. В сезоне 2022/2023 Марк стал бронзовым призёром Кубка России.
20 июля 2023 года подписал контракт с УНИКСом.
В сезоне 2023/2024 Тихоненко стал серебряным призёром Единой лиги ВТБ и серебряным призёром чемпионата России.
В декабре 2024 года Тихоненко продолжил карьеру в «Иркуте».

## Сборная России
В июле 2018 года Тихоненко, в составе молодёжной сборной России (до 20 лет), принял участие в чемпионате Европы в дивизионе В. Заняв 4 место, игрокам сборной не удалось выполнить задачу по возвращению команды в дивизион А: в матче за 3 место сборная России уступила Латвии (62:76). В 8 матчах статистика Марка составила 3,9 очка, 2,0 подбора, 0,3 передачи и 0,4 перехвата.
В ноябре 2021 года Тихоненко был включён в резервный список игроков сборной России для участия в подготовке к матчам квалификации Кубка мира-2023 со сборными Италии и Исландии.
В феврале 2022 года Тихоненко был включён в расширенный состав сборной России для подготовки к двум матчам квалификации Кубка мира-2023 со сборной Нидерландов. По итогам тренировочных сборов Марк попал в заявку на первый матч, но игровых минут не получил.
В июне 2022 года Тихоненко принял участие в Открытом лагере РФБ для кандидатов в сборную России не старше 25 лет, проходящих в возрастные рамки для участия в студенческих соревнованиях.

## Личная жизнь
Является сыном известного советского баскетболиста Валерия Тихоненко. Двоюродная сестра Ксения Тихоненко — также баскетболистка.

## Достижения
- Серебряный призёр Единой лиги ВТБ: 2023/2024
- Чемпион Казахстана: 2021/2022
- Серебряный призёр чемпионата России: 2023/2024
- Бронзовый призёр Кубка России: 2022/2023